# La Dernière Caravane
Pour plus de détails, voir Fiche technique et Distribution.

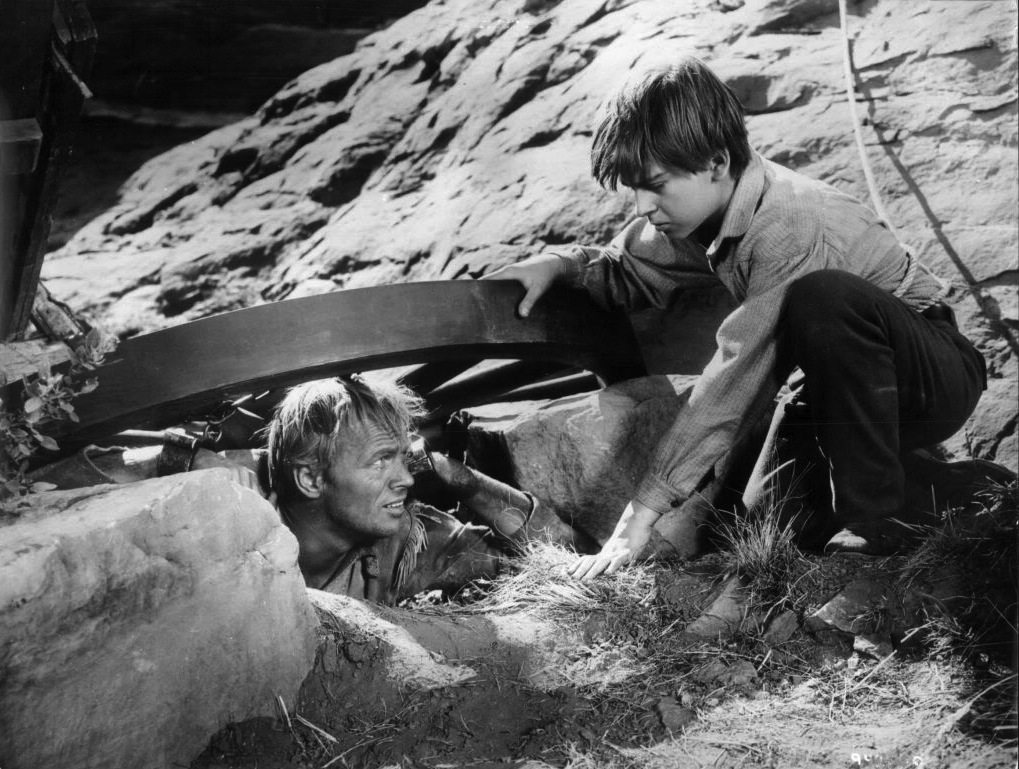
Richard Widmark et Tommy Rettig.

La Dernière Caravane (titre original : The Last Wagon) est un film américain réalisé par Delmer Daves, sorti en 1956.

## Synopsis
1873. Territoire de l'Arizona. Seul survivant parmi les frères Harper, Bull, le shérif d'Oak Creek, parvient à mettre la main sur le responsable du massacre de ses trois frères, un certain Todd, un homme blanc qui a été élevé par les Comanches dès l'âge de huit ans. Le shérif et son prisonnier se joignent à une caravane pour rentrer en ville. En chemin, les jeunes pionniers protestent contre la brutalité du représentant de la loi vis-à-vis de Todd. Lors d'une altercation entre le shérif et les émigrants, Todd réussi à saisir une hachette et tue le shérif Bull. Durant la nuit, une soudaine et violente attaque des Apaches contre le convoi tue de nombreux émigrants ; les chariots sont détruits et le bétail, éparpillé dans la nature. Les enfants et les jeunes qui s'étaient éclipsés pour une baignade nocturne survivent. Todd propose de les mener en lieu sûr. L'intervention de Jenny, une jeune femme qui s'est prise d'affection pour cet aventurier apte à la survie en ce milieu désertique de l'Arizona, emporte la décision : tous repartent sous la direction de Todd, qui connaît parfaitement la région et sait comment brouiller les pistes pour égarer les Apaches.

## Fiche technique
- Titre original : The Last wagon
- Réalisateur : Delmer Daves
- Scénario : James Edward Grant, Delmer Daves et Gwen Bagni Gielgud sur une histoire de Gwen Bagni Gielgud
- Photographie : Wilfred M. Cline, ASC
- Montage : Hugh S. Fowler
- Musique : Lionel Newman
- Direction artistique : Lewis H. Creber et Lyle R. Wheeler
- Décors : Walter M. Scott et Chester Bayhi
- Costumes : Charles LeMaire
- Maquette des costumes : Mary Wills
- Effets spéciaux : Ray Kellogg
- Producteur : William B. Hawks
- Société de production et de distribution : 20th Century Fox
- Pays de production :  États-Unis
- Format : Couleur par DeLuxe - 35 mm - 2,35:1 - Son : 4-Track Stereo (Westrex Recording System)
- Lentilles CinemaScope : Bausch & Lomb
- Conseiller pour les couleurs : Leonard Doss
- Genre : Film d'aventures, Western
- Durée : 98 minutes
- Dates de sortie : 
  - États-Unis : 21 septembre 1956
  - France : 22 avril 1957
- Affiche : Boris Grinsson (France)

## Distribution

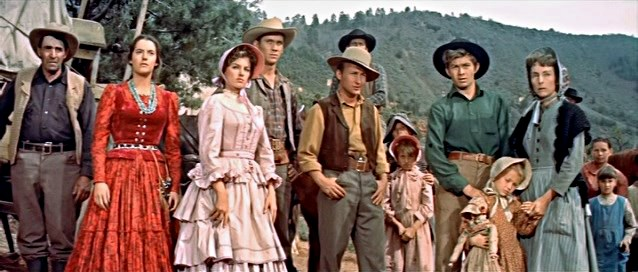
De gauche à droite : Susan Kohner (en rouge), Stephanie Griffin, Nick Adams, Ray Stricklyn chemise verte).

- Richard Widmark (VF : Marc Cassot) : Todd
- Felicia Farr (VF : Nelly Benedetti) : Jenny
- Susan Kohner (VF : Joëlle Janin) : Jolie
- Tommy Rettig (VF : Francis D'Orthez) : Billy
- Stephanie Griffin (VF : Claire Guibert) : Valinda
- Ray Stricklyn (VF : Michel François) : Clint
- Nick Adams (VF : Serge Lhorca) : Ridge
- Carl Benton Reid (VF : Jacques Berlioz) : Général Howard
- Douglas Kennedy (VF : Marc Valbel) : Colonel Normand
- George Mathews (VF : Pierre Morin) : Bull Harper
- James Drury (VF : Michel André) : Lieutenant Kelly
- Ken Clark (VF : Jean Violette) : le sergent
- Timothy Carey (non crédité) (VF : Marcel Painvin) : Cole Harper
- Juney Ellis (VF : Cécile Dylma) : Mrs. Clinton

Cascades
- Jack N. Young (doublure de Richard Widmark)

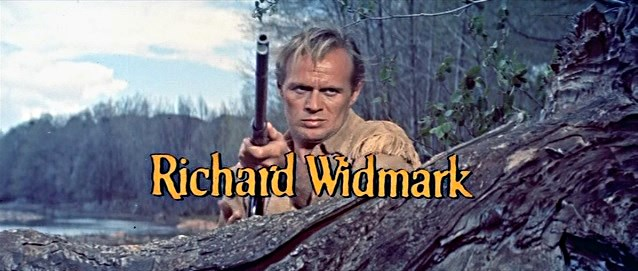
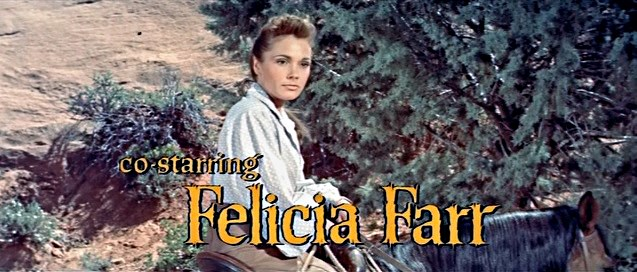
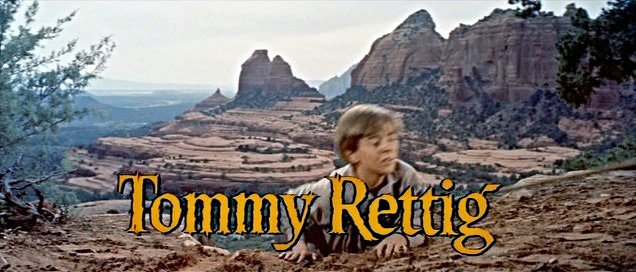
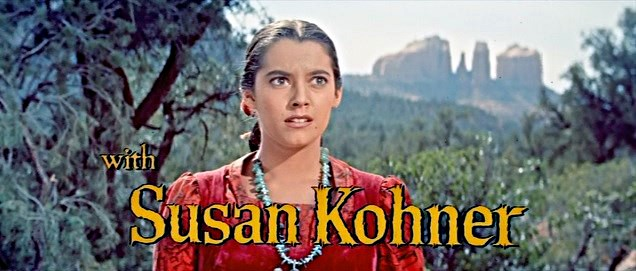
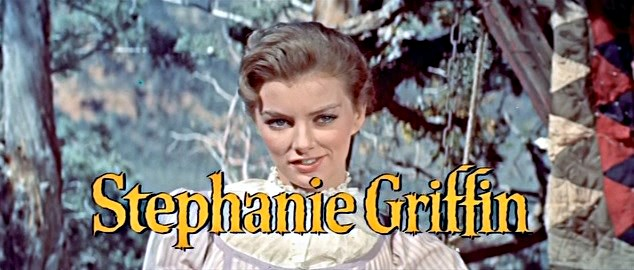